# バレンシア王国

バレンシア王国
Regne de Valencia
Reino de Valencia

バレンシア王国（バレンシアおうこく、バレンシア語: Regne de Valencia）は、イベリア半島東海岸にかつてあった王国で、アラゴン連合王国を構成する国の一つ。
バレンシア王国は、イスラム教徒のタイファとして成立したが、レコンキスタにより1237年キリスト教のアラゴン連合王国に占領された。カトリック両王の結婚によりアラゴンとカスティーリャ王国が同君連合となり、その後スペイン王国が成立すると、バレンシア王国はスペインの構成国家となった。
存在している間バレンシア王国は、アラゴン、そしてスペインから与えられた広い自治権を有する憲章の上で、独自法と自治機関を持ち、統治されていた。スペイン継承戦争でバレンシアが敗北したために、フェリペ5世は新国家基本法 (en) を1707年に布告し、バレンシアから全ての自治と特権を奪った。
境界線、そして現在のスペインの自治州であるバレンシア州の同一性は、基本的にかつてのバレンシア王国に基づいている。

## 歴史

### レコンキスタ

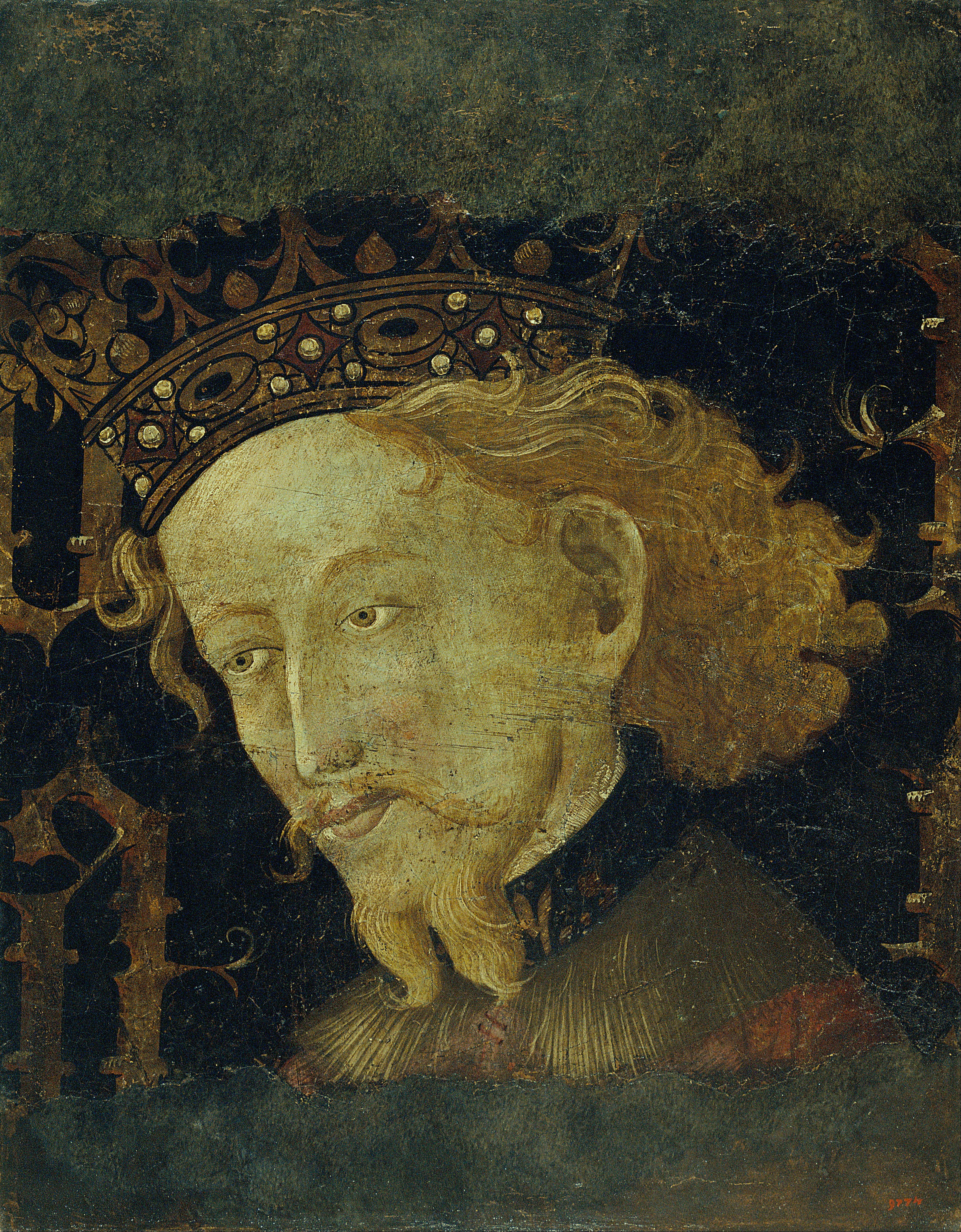
ジャウマ1世征服王

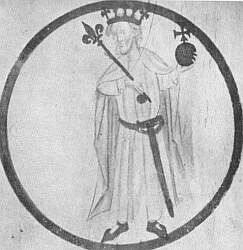
ハイメ2世公正王

後でバレンシア王国となる地方の征服は、アラゴン王ジャウマ1世がアラゴン軍を大部分率い、モレリャを獲得した1232年に始まった。そのすぐ後の1233年、ブリアナ、ペニスコラがタイファであるバランシヤ（Balansiya、アラビア語でバレンシアを意味する）から奪われた。
ハイメ1世がバランシヤのタイファを破った1237年、第2の拡大の波は起きた。彼は1237年10月9日にバレンシアへ入城した。これがバレンシア王国の夜明けだと考えられている。
第3段階は1243年に始まり1245年に終わり、ジャウマ1世と、カスティーリャ王位継承予定者である王子アルフォンソ（1252年にアルフォンソ10世として即位）との間で国境が確定された。これらの国境は、カスティーリャ＝アラゴン間のアルミスラ条約によって引かれた。この条約は、彼らの影響が与えられる望ましい地域を確立することで、南方へムーア人勢力を押しだすレコンキスタの尽力を調整することになった。アルミスラ条約は、現在のアリカンテ県北部にビアル＝ブソト線をつくり、アラゴン王国拡大の南方国境として確立させた。
大多数を占めるムデハル住民問題が、より南の戦線から次第に残っていった。彼らはやがてカトリックに改宗させられモリスコと呼ばれるが、最終的に1609年に一団となって追放されるまで（モリスコ追放）、征服過程の非常に初期からとどまっていた。追放されるまで、彼らは新設された王国の複雑な問題を表していた。モリスコはその人数の多さから経済活動に本質的に欠かせない存在であり、しばしばムハンマド・アブー・アブダラ・ベン・フザイル・アル・サフイール (en) のような地元イスラム教徒との協定を励起した。彼はキリスト教君主から、モリスコ文化に様々な寛容の程度を与えることを許されていた。しかし一方で、彼らはキリスト教君主に対する忠誠に欠け、モリスコ救援のためにオスマン帝国を連れてくるという実際または想像上の共謀をしているとみなされていた。
キリスト教徒支配に対しイスラム教徒側からの反抗がしばしば起きた。最も恐れられたのはムーア人首領ムハンマド・アブー・アブダラ・ベン・フザイル・アル・サフイール（アル＝アスラクとも）による反乱だった。1244年、1248年、1276年に彼は重要な反乱を率いた。これらの反乱初期には、彼は事実上フカル川南部の土地をイスラムの独立国家として獲得した。しかし、彼はすぐに降伏させられた。二度目の反乱では、ハイメ1世はもう少しで戦闘で死ぬところであった。しかしアル＝アスラクも最終的には捕らわれ、彼の生命はこれまでのキリスト教君主との長期関係を理由に助命された。三度目の反乱では、アル＝アスラク自身が殺害されたが彼の息子がイスラム教徒の社会的不安を助長し続け、地元イスラム反乱は常に視界の中に残り続けた。
1283年、ペドロ3世は、バレンシアに海事商務館（en、アラゴン王国の準司法組織で、海事・商法を処理するためにその後地中海沿岸都市に広まった）を設置した。これはスペイン初のことだった。
ジャウマ1世の孫であるジャウマ2世は、ビアル＝ブソト協定よりさらに自軍を南進させる最終攻撃を、1296年に始めた。彼の遠征はムルシアとベガ・バハ・デル・セグラ周辺の肥沃な田園地帯に向けられた。その地域は、地元のイスラム教徒支配者がカスティーリャとの協定によって縛られ、王国の代理人として治めていた。カスティーリャ軍は、どんな場合も定まっていなかった王権を主張するためにしばしば一帯を略奪した。カスティーリャ軍の略奪は、軍事境界線上の小競り合いそして常に変化する同盟関係で特徴づけられていた。
ジャウマ2世指揮下の遠征は、以前カスティーリャと合意した境界の南部となる、バレンシア王国の範囲を拡張するという点で成功した。ジャウマ2世軍はオリウエラとムルシアを獲得した。カスティーリャ＝アラゴン間の有限の国境となるはずだったものは、最終的に1304年のトーレリャス条約 (Sentencia Arbitral de Torrellas) で合意され、1305年のエルチェ条約によって修正された。エルチェ条約ではムルシアがカスティーリャへ渡され、オリウエラ、アリカンテ、エルチェがバレンシア王国へ渡った。これでバレンシア王国南部の国境線が確定した。

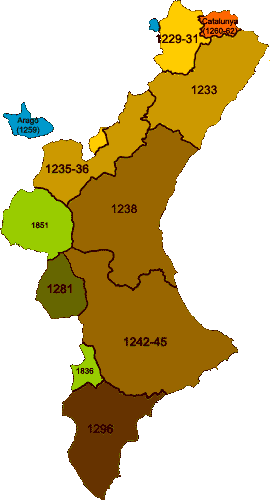
キリスト教国のバレンシア王国征服:緑色部分は19世紀になってバレンシア自治州へ併合された部分。最南部ビアル＝ブソト線は1296年まで南部の国境線であった

キリスト教国による征服過程で、バランシヤ、アルプエンテ、デニア、ムルシアの4つのタイファが征服された。当時の標準を考慮すると、ほとんどの領域が開始から50年未満で獲得され、最大の領土拡張が1世紀未満で完了したので、やや迅速な征服とみなすことができる。この速い過程で支払われることになっていた、社会的・政治的な不安の代価は、王国内に多くいるイスラム教徒人口の存在だった。彼らはキリスト教国の一部になることを望まず、彼らはイスラム教徒である限り、機会も与えられなかった。

### キリスト教国のもとで
最新の歴史学論では、カスティーリャ王国によるレコンキスタの努力と似た様相をもったバレンシア征服だと見られている。新たな領土を獲得するために王が率いた戦いであり、貴族へ与える封土が可能なだけただで手に入れられたのである。新しい領土は国王に対して責任を負うだけであり、国王対貴族の戦いで王権を大きくし強力にするものだった。それは中世スペインにおける事象の明らかな動向となり（グラナダ王国降伏と、ユダヤ人追放がレコンキスタの最終的な出来事で、このために1492年がレコンキスタ終了の年とされるのである）、スペイン・ハプスブルク朝時代に入る。
新王国の人口は事実上イスラム教徒が優勢で、しばしば反乱を起こされた。マグリブでモリスコ救出目的のためにどんな所定のイスラム軍も集められると受け取られかねない、深刻な脅威であった。
君主がどんな貴族からも独立した存在であるよう努めた過程は、貴族がまだ権力の大部分を保有していたためたやすくはなく、貴族は権力をできるだけ王に渡さず保持するようにしていた。この事実が、新たに獲得した領土でのキリスト教徒植民を運命づけた。最終的にアラゴン貴族にはいくつかの領土を与えられたがそれは内陸だけで、ほとんどが山地と王国の人口過疎地であった。アラゴン王は、海岸平野にある肥沃で人口密度のある領土を保持していた。そこにある都市では自由市民と初期のブルジョワ階級に対して、民法と地元行政を調整した特権または勅許状が与えられ、それは常に王が責任を負っていた。
- 内陸部は、ほとんどがアラゴン語話者、ピレネー・モサラベ語族に属するイタロ・西ロマンス語話者によって再植民された。西イタロ語は比較的モサラベ語とカスティーリャ語に近く、アラゴン語のような近隣のロマンス諸語が加わったことでスペイン語に発展していった。
- 海岸部は、ほとんどがカタルーニャ君主国出身のカタルーニャ語話者が再植民した。カタルーニャ語はイベロ・ロマンス語の一部である。移民たちのこれらの言語がカタルーニャ語の特徴的な変形であるバレンシア語に発展し、カタルーニャ領域内での独自の公用語となった。

もう一つの推進力は、最新の歴史学論では控えめに言われているが、キリスト教信仰であった。ローマ教皇グレゴリウス9世はバレンシア征服を十字軍と認めた。そして、ジャウマ1世は信仰篤い王として知られていた。

### 最盛期

バレンシア市の紋章。2つのLと王冠がある

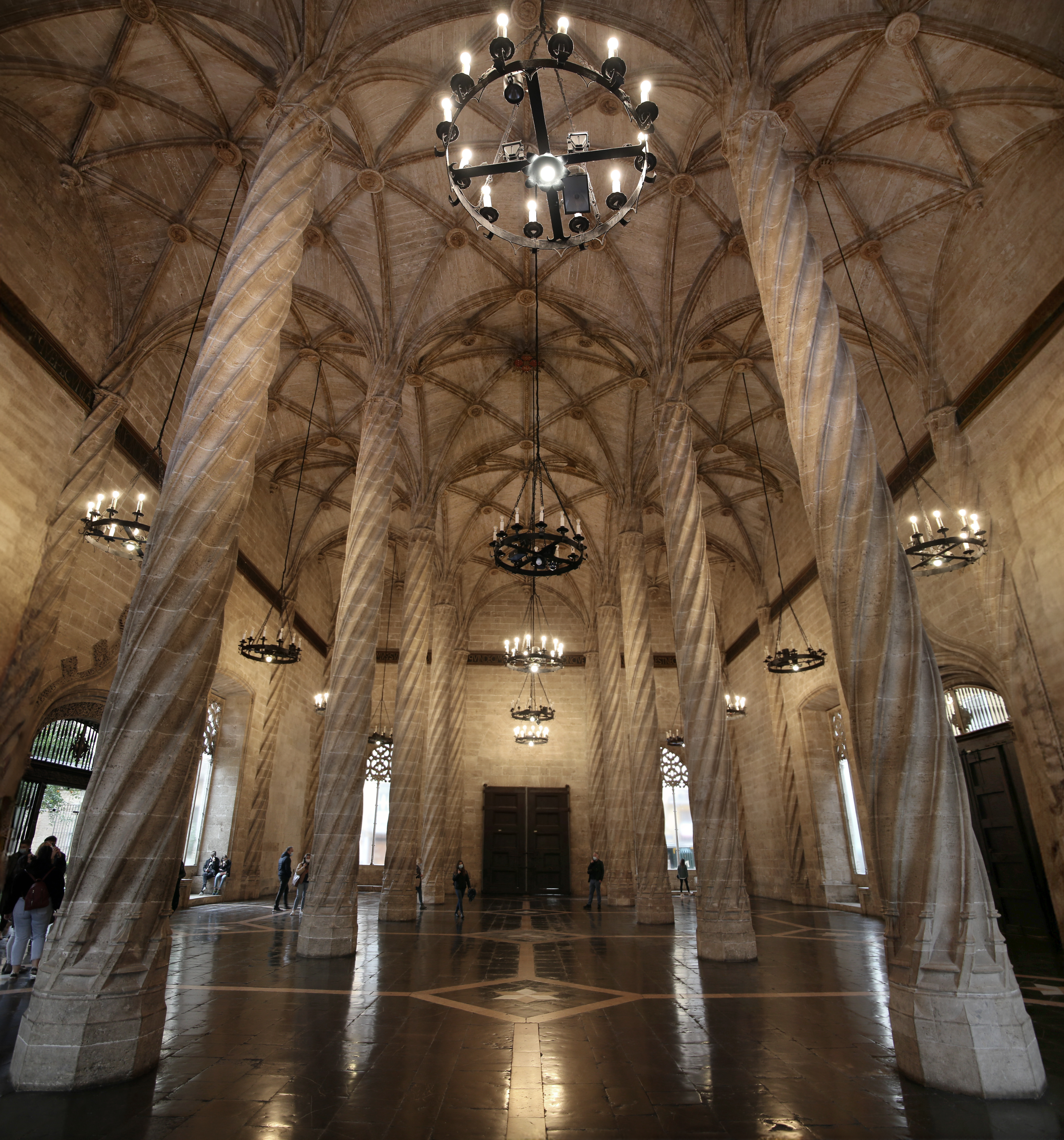
ラ・ロンハ・デ・ラ・セダ

1261年4月7日、ジャウマ1世はコルツ・バレンシアネス（en、コルテスと同義）を前に、バレンシア特別法 (es) を布告した。これはバルセロナのウザッジャ（en、バルセロナ慣習法とも）を基本としたもので、今日の自治憲法に等しいものだった。
1356年から1365年の間、カスティーリャ王ペドロ1世とアラゴン王ペドロ4世との間で血塗られた戦争が起こった。ペドロ4世が、カスティーリャが支配するムルシア王国支配に関心を持っていたためである。アリカンテといった都市は数年間カスティーリャ軍に包囲され、2度のカスティーリャによる猛攻に耐え、彼らの勇気は賞賛された。バレンシア市は、『2倍忠実である』 (doblemente leal) という意味の2つのLを市の盾形紋地に授けられ、市旗には本物の王冠を授けられた。現在のバレンシアの旗はこうして生まれた。
バレンシア王国は、15世紀初頭に最盛期に達した。経済は繁栄し、バレンシアやバルセロナの港に地中海貿易が集中し、アラゴン王国の支配がますます強まった。
バレンシア市にはタウラ・デ・カンビス (Taula de canvis) が創設された。これは部分的に銀行、株式市場として機能していた。このどちらもが貿易を押し上げていた。特に織物製品に代表される地場産業は大いに発展を成し遂げ、バレンシア市はヨーロッパ中の商人が働く地中海貿易の商業中心地と化した。おそらく、この華やかな時代を象徴する最高のシンボルは、絹取引所ラ・ロンハ・デ・ラ・セダである。これは公のゴシック様式、そして15世紀終わりから16世紀中を通じての地中海における主要商業市場のヨーロッパでの優れた一例である。
バレンシアは、ヨハネス・グーテンベルク設計の活字印刷機を設置した、ヨーロッパ初の都市の1つであった。『ティラン・ロ・ブラン』 (en) の作者ジュアノット・マルトレイ (en)、詩人アウジアス・マルク (en) といったバレンシア人作家は、カタルーニャ語古典文学の規範を整えた。

### 近代

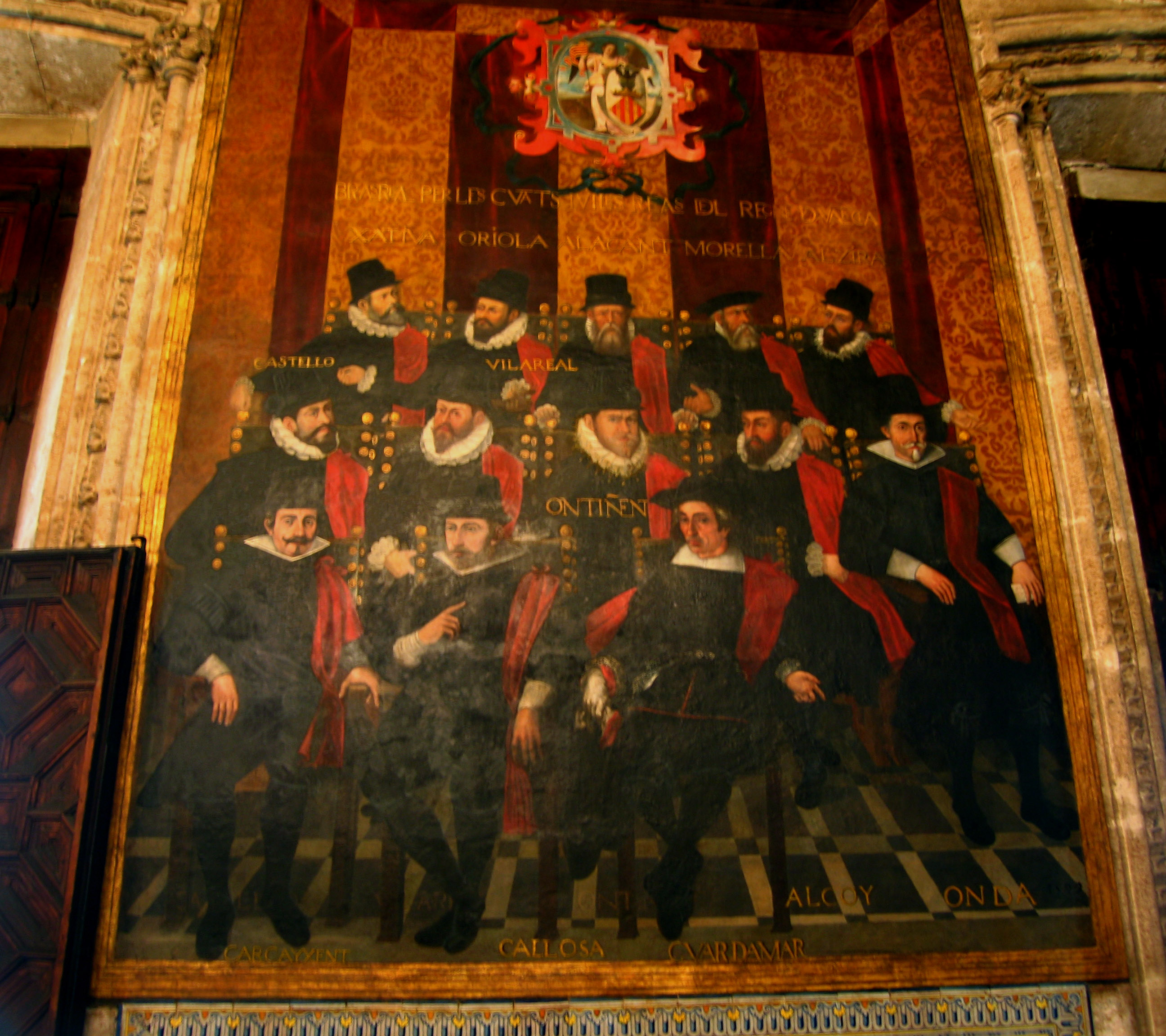
中世バレンシアのコルツ

1479年、フェルナンド2世がアラゴン王に即位した。彼は既にカスティーリャ女王イサベル1世と結婚しており、これにより現代のスペイン王国が誕生した。バレンシアはスペインの残りとの統合のゆっくりとした過程を歩み始めた。カトリック両王の孫であるカルロス1世が王位に就いたとき、アラゴンとカスティーリャは同君連合の中で永久に一つになった。スペイン・ハプスブルク家歴代の王（1516年1月23日 - 1700年11月1日）は、王国とその法構造を形成する領域・都市の特権と自由を守り、事実それらは無傷のままであった。新たな役職であるバレンシア副王が、公式な独立王国を統治するため創設された。一方で、台頭するスペイン帝国はイベリア半島の王国としてのかつての地位を残し、列強として現れた。スペイン帝国は、イベリア半島内の領土よりむしろ、アメリカ大陸植民地化とヨーロッパ大陸での領地に焦点を移した。
16世紀のバレンシアは、北欧・中欧で急速に発展する都市に対し、ヨーロッパで突出した商業中心地としての地位を失った。スペイン国内では、大西洋貿易がカディスのようなアンダルシア諸都市で支持された。これは主として、地中海貿易からの利益が減少していたためであった。スペイン帝国は、東地中海の大半を勢力下においたオスマン帝国と頻繁に対立していた。バルバロス・ハイレッディンのような私掠船船長が貿易船を掠奪する間、トルコ軍は、スペイン、トルコの両方の船が特定の港に到着するのを妨害していた。トゥルグト・レイスのようなバルバリア海賊は、チュニス、トリポリ、アルジェ、モロッコ港のサーレで活動し、西地中海で船舶を襲っていた。これには、沿岸のキリスト教国港での破滅的な急襲が含まれていた。この貿易の衰退が、既に1492年のアルハンブラ勅令によるユダヤ人の追放によって影響を受けたバレンシアの経済の障害となった。
1519年、若いカルロス1世がヘルマニア（en、友愛団体とも）にイスラム侵略者を退ける役割を与えた。ヘルマニアとは、最初は政府の許可を得て海賊襲撃と戦闘に参加する民兵として用いられた職人ギルドであった。しかし、ヘルマニアにも経済課題があった。上流階級と衝突した一般市民が支配するギルドに、味方することがあったのである。ディエゴ・ウルタド・デ・メンドーサがバレンシア副王に任命された後、1520年に彼は、ヘルマニアを支持した当局にその地位を拒絶された。ヘルマニア反乱はこうして起きた。それは1522年まで続き、同時期にカスティーリャで起きたコムネロスの反乱と多くの特徴を共有していた。上流階級の経済的な恨みは別として、反乱は強い反イスラムの側面、迷信的な民衆がイスラム教徒・同性愛者や、（当時、都市を打ちのめした流行病のため）社会から見放された者を非難するという側面を持っていた。上流階級の広大な農場で働き、乏しい仕事のためにバレンシア人の競争者となって彼らの給料を下げることになったムデハルは、上流階級の同盟者とみなされた。反乱の間、多くのイスラム教徒が殺害され、生存者は強制的に洗礼を施された。ヘルマニア反乱が制圧された後でさえ、これらの強制改宗は有効であるとされ、モリスコの新たな反乱を招いた。

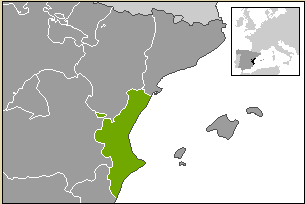
現在のスペイン国内のバレンシア自治州

貴族＝ブルジョワ上流階級対、一般市民＝ブルジョワ下流階級の衝突によって消耗した軍隊が残された結果、王は権力の自分の分け前を大きくするためにこの権力の空白地帯を利用し、徐々に地方自治体の権力を縮小していった。ヨーロッパで所有する領地のうち、抵抗を受けている場所の軍備を強化したり拡大するために、彼の資金要請がより頻繁となり、より避けられなくなっていったことを意味した。逆に、バレンシア王国がスペイン王国領の別地域のために報いることもなかった。
1609年のモリスコ追放は、バレンシア王国の最終的な打撃となった。数千の人々が追放され、全村は廃れた。そして田園地帯では主要な労働力が失われた。全部で約125,000人がバレンシアを出たと考えられている。追放は概してバレンシア一般市民に歓迎された。追放は貴族階級のための安い労働力損失を意味していたので、貴族とブルジョワ上流階級は、一般市民から保護を求められている王に頼らなければならなかった。これは、王の資金要請を前にして、彼らのかつての王権に対する権力分立の役割（バレンシアの自治推進力の一つ）を捨てなければならないことを意味していた。
合法的で政治的な組織としてのバレンシア王国は、スペイン継承戦争でバレンシアが敗退したために1707年についに廃止された。地元住民は大半がオーストリア・ハプスブルク家のカール大公（後の神聖ローマ皇帝カール6世）側について、従軍し軍事必要物資を供給していたのである。バレンシア国境近くでのアルマンサの戦いにおけるカール大公の完全な敗退は、アラゴンやカタルーニャの自治とともに、バレンシアの法的・政治的終焉を意味していた。新王となったブルボン家（ボルボン家）のフェリペ5世が1707年に新国家基本法を成立させ、スペインで中央集権化を進めていった。